# Fenton (Missouri)
Fenton é uma cidade localizada no estado americano do Missouri, no Condado de St. Louis.

## Demografia
Segundo o censo americano de 2000, a sua população era de 4360 habitantes.
Em 2006, foi estimada uma população de 4339, um decréscimo de 21 (-0.5%).

## Geografia
De acordo com o United States Census Bureau tem uma área de 16,7 km², dos quais 15,9 km² cobertos por terra e 0,8 km² cobertos por água.

## Localidades na vizinhança
O diagrama seguinte representa as localidades num raio de 8 km ao redor de Fenton.